# بيني ماكلولين
بيني ماكلولين (بالإنجليزية: Benny McLaughlin)‏ (10 أبريل 1928 في الولايات المتحدة - 27 ديسمبر 2012 في الولايات المتحدة) هو لاعب كرة قدم أمريكي في مركز الهجوم، شارك في الألعاب الأولمبية الصيفية 1948. وشارك مع منتخب الولايات المتحدة لكرة القدم. أما مع النوادي، فقد لعب مع نيويورك هكوة ‏ وBrookhattan ‏ وPhiladelphia Nationals ‏ وUhrik Truckers ‏.

## وصلات خارجية
- بيني ماكلولين على موقع الاتحاد الدولي (مؤرشف)  (الإنجليزية)
- بيني ماكلولين على موقع قاعدة بيانات كرة القدم.إي يو (الإنجليزية)
- بيني ماكلولين على موقع قاعدة بيانات كرة القدم.إي يو (الإنجليزية)
- بيني ماكلولين على موقع ناشيونال فوتبول تيمز (الإنجليزية)
- بيني ماكلولين على موقع أوليمبيديا (الإنجليزية)